# Кръстьо Левичаров
Кръстьо Кръстев Левичаров е български анархист, философ по професия.
Кръстьо Левичаров през 1898 г. като студент записва философия в град Йена, където слуша лекции по философия. След завършване на висшето си образование учителства с жена си в различни градове, а по-късно е преподавател по етика, логика и психология в Пазарджишката мъжка гимназия. Изявен общественик, той е сред инициаторите за учредяване комитет за построяване паметник на Константин Величков в града, член е и на Граждански комитет към църквата „Света Богородица“ за разкриване злоупотребите с църковни средства, активен деятел и член на настоятелството при читалище „Виделина“, където е участник в учителските театрални трупи. Умира на 18 февруари 1945 г. в Пазарджик.
Съпруга на Кръстьо Левичаров е Ана Николова Траколникова (1870 – 1964), също учител по професия.